# يوليوس فاليريوس ألكسندر بوليميوس
يوليوس فاليريوس ألكسندر بوليميوس (باللاتينية: Flavius Iulius Valerius Alexander، ازدهر بين عامي 337 و338) كان كاتبًا، ومترجمًا إلى اللاتينية، وعسكريًا، وسياسيًا رومانيًا.
| يوليوس فاليريوس بوليميوس   | يوليوس فاليريوس بوليميوس | يوليوس فاليريوس بوليميوس |
| معلومات شخصية              | معلومات شخصية            | معلومات شخصية            |
| -------------------------- | ------------------------ | ------------------------ |
| الميلاد                    | القرن الثالث             | القرن الثالث             |
| الوفاة                     | القرن الرابع             | القرن الرابع             |
| معلومات مهنية              |                          |                          |
| الوظيفة                    | كاتب ومؤرخ               | كاتب ومؤرخ               |
| [editar datos en Wikidata] |                          |                          |

لا يُعرف الكثير عن حياة فاليريو بوليميو. من المحتمل، بناءً على لقبه والحقبة التي عاش فيها، أنه نفس الشخص فلافيو بوليميو، قنصل عام 338، في عهد الإمبراطور قسطنطيوس الثاني (337–361)، رغم أن هذا الأمر لا يزال محل جدل. ربما كان من الإسكندرية في مصر، أو على الأقل عاش هناك. كانت اللغة اليونانية لغته الأم، لكنه كان أيضًا متمكنًا من اللاتينية. حمل لقب "فير كلاريسيموس" مما يدل على أنه كان من الطبقة الحاكمة في مجلس الشيوخ. لم يكن مسيحيًا، وكان يدافع عن الديانة القديمة.
كان عضوًا في عشيرة فاليريا. ربما تم تعيينه، مثل زميله فلافيو أورسو، قنصلًا في عام 338 كنوع من المكافأة لقادة الجيش، الذين كانا من قادته، لدعمهم قسطنطيوس خلال التطهير الذي جرى عام 337، والذي قضى على المطالبين بالعرش بعد وفاة قسطنطين الأول.

## الأعمال
بوليميو ترجم إلى اللاتينية الرواية اليونانية "رومانسية الإسكندر" ل pseudo Calístenes. ترجمته تحمل عنوان "Res gestae Alexandri Macedonis" (أفعال الإسكندر المقدوني). من المحتمل أن تكون مكتوبة في أوائل الأربعينيات من القرن الرابع على أبعد تقدير، لأنها استخدمت في "Itinerarium Alexandri"، المكتوبة بمناسبة الحملة الفارسية لقسطنطيوس الثاني. تصف الأعمال بطولات الإسكندر الأكبر خلال حملته ضد الفرس. العمل يوضح موازاة واضحة بين إنجازات الملك المقدوني والإمبراطور الروماني، ويتضمن أيضًا ترجمة لـ"رومانسية الإسكندر".
ترجمة "رومانسية الإسكندر" ربما تمت قبل عام 330، لأن بوليميو لم يذكر القسطنطينية، التي تأسست حديثًا، في قائمة المدن الكبرى. نقطة معارضة تفترض أن العمل مهدى إلى قسطنطيوس الثاني، وبالتالي لا يمكن أن يكون مؤرخًا قبل 337، لكن الدليل على هذا الافتراض من القرن السابع عشر مشكوك فيه، ومن المحتمل أنه خطأ.
بوليميو قام بترجمة حرة وعدل التفاصيل، مع حوالي 600 إضافة وتعديل في النص، وحوالي 60 حذفًا. لأنه أراد تقديم الإسكندر كحاكم مثالي، حذف معلومات في النص اليوناني الأصلي التي كانت تظهِر الملك المقدوني بشكل سلبي. كما أخفى معلومات عن سلوك كان يراه معيبًا دينيًا. هذه التغييرات تعكس معتقدات مثل القدرية، ورفض تأليه الأحياء واعتبار ذلك أمرًا همجيًا. قسم عمله إلى ثلاثة كتب: "Ortus" (الولادة)، "Actus" (الأفعال)، و"Obitus" (الموت).
استقبال النسخة الكاملة لترجمته كان محدودًا نسبيًا (بقيت فقط ثلاث مخطوطات كاملة). مع ذلك، نسخة مختصرة (epítome) لاقت اهتمامًا كبيرًا في العصور الوسطى وساهمت في انتشار أسطورة الإسكندر.